# Djamila Sahraoui

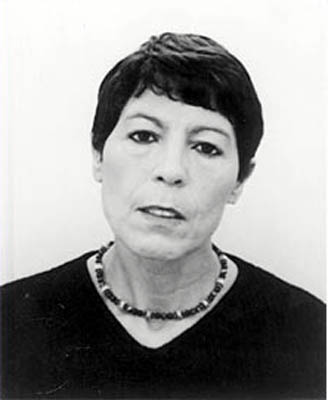
Djamila Sahraoui

Djamila Sahraoui (arabisch جميلة الصحراوي, DMG Ǧamīla aṣ-Ṣaḥrāwī; * 1950 in Algerien) ist eine algerische Regisseurin und Schauspielerin.
Sahraoui hat in Algier Literaturwissenschaften und im Anschluss in Paris Filmregie studiert. Seit 1990 dreht sie Dokumentar- und Spielfilme; im Jahr 2006 den Spielfilm Barakat! (بركات, Mehrzahl von بركة, „Segen“, u. a. mit Rachida Brakni) über eine junge Notärztin und eine ältere Krankenschwester im terrorgeplagten Algerien der 1990er Jahre. Der Film lief im Forum des Jungen Films im Rahmen der Internationalen Filmfestspiele 2006 in Berlin. Sahraoui wollte in diesem Film „weder eingesperrte, unterwürfige Frauen zeigen, wie man sie aus algerischen Filmen kennt, noch wirklichkeitsfremde Heldinnen, die sich im Namen der Geschichte selbst verleugnen.“ Ihr zweiter Kinofilm "Yema", in dem sie sowohl Regie als auch die Hauptrolle übernahm, erschien 2012 und erzählt die Geschichte einer trauernden Mutter, die einen Sohn im algerischen Bürgerkrieg verloren hat. Der Film lief 2013 auf dem panafrikanischen Filmfestival FESPACO, wo er mit dem zweiten Hauptpreis (Etalon d'argent) ausgezeichnet wurde.  

## Filmografie
- 2000: Opération Télé-cités
- 2001: Algérie, la vie toujours
- 2003: Et les arbres poussent en Kabylie
- 2005: Barakat!
- 2012: Yema